# Elegendően nagy
A matematika, különösen a számelmélet és analízis területén egy (an) sorozat végül, hosszú távon, elegendően nagy, elég nagy vagy kellően nagy n-re rendelkezik egy tulajdonsággal, ha a sorozat valamely (véges) pontjától kezdve az összes elem rendelkezik a tulajdonsággal. Ez a megfogalmazás kiterjeszthető a P tulajdonságok bármely osztályára, ami egy rendezett halmaz elemein operál (az R sorozatai és részhalmazai például ilyenek).

## Motiváció és definíció
Végtelen sorozatok vizsgálatakor gyakran előfordul, hogy nem annyira érdekes a sorozat kezdeti viselkedése. Inkább az tart érdeklődésre számot, hogy mi történik hosszú távon a sorozattal. A „kellően nagy n-re” kifejezés ezt a szemléletet fogja meg szigorúbb értelemben.
Vegyünk például egy valós számokon értelmezett (an) sorozatot, ami egy a határértékhez konvergál: bármely ε > 0-hoz létezik N > 0 úgy hogy minden n > N, |an − a| < ε. A végül kifejezés annak a rövid megfelelője, hogy „létezik N > 0 úgy, hogy minden n > N...” Tehát a konvergencia definíciója így is megfogalmazható: minden ε > 0, végül (kellően nagy n-re) |an − a| < ε. Ebben a kontextusban szinonim kifejezés a következő is: „véges számú tag kivételével az összesre igaz” – ami nem tévesztendő össze a „csaknem minden tagra igaz” kifejezéssel, ami általában végtelen sok kivételt megenged.
Egy sorozat elgondolható úgy is, mint olyan függvény, melynek értelmezési tartománya a természetes számok. Az „elegendően nagy” elképzelés alkalmazható általánosabb halmazokon értelmezett függvényekre is, méghozzá azokra, melyeken definiált egy rendezés, és nincs legnagyobb elem a halmazban. Általában véve, ha S ilyen halmaz és létezik olyan s elem S-ben, hogy az f függvény értelmezett minden s-nél nagyobb elemre, akkor f rendelkezik „végül” valamilyen tulajdonsággal, ha létezik olyan x0 elem, hogy f rendelkezik a tulajdonsággal minden x > x0 esetben. Ezt a jelölést használják például a Hardy-testek vizsgálatakor; ezek olyan valós függvények alkotta testek, melyek mind valamilyen tulajdonsággal rendelkeznek „végül”.
Ha egy sorozat vagy függvény rendelkezik egy tulajdonsággal kellően nagy n-re, annak hasznos következményei lehetnek, amikor a sorozattal kapcsolatban próbálunk bizonyítani valamit. Például egyes függvények aszimptotikus viselkedésének vizsgálatakor hasznos lehet annak ismerete, hogy a függvény elég nagy x-ekre másként fog viselkedni, mint azokon a részeken, ahol könnyen kiszámítható a működése. Számos matematikai definícióba is be van építve az „elég nagy” fogalma, például a határérték egyes fajtáiba (olyan korlát, ami végül érvényessé válik) és az aszimptotikus viselkedést leíró O jelölésbe.

## Jelölés
A végül (vagy elegendően nagy) kifejezés a következő kontextusban használatos:
A {\displaystyle P} végül igaz {\displaystyle x}-re / :{\displaystyle P} igaz elegendően nagy {\displaystyle x}-re a következő rövid formája:
{\displaystyle \exists ~a\in \mathbb {R} } úgy, hogy {\displaystyle P} igaz {\displaystyle \forall ~x\geq a}
vagy kissé formálisabban:
{\displaystyle \exists ~a\in \mathbb {R} :\forall ~x\in \mathbb {R} :x\geq a\Rightarrow P(x)}
A fenti nem jelenti azt szükségszerűen, hogy {\displaystyle a}-nak bármely értéke ismert, csak annyit, hogy ilyen {\displaystyle a} érték létezik. Az „elegendően nagy” kifejezés nem tévesztendő össze a „tetszőlegesen nagy”, illetve a „végtelen nagy” kifejezésekkel.

## Példák
Minden 2-nél nagyobb prímszám páratlan, ezt úgy is meg lehet fogalmazni, hogy minden kellően nagy prímszám páratlan.
Hosszú távon minden prímszám kongruens ±1 mod 6.